# Armadillo mayeti
Armadillo mayeti är en kräftdjursart som beskrevs av Simon 1885. Armadillo mayeti ingår i släktet Armadillo och familjen Armadillidae. Inga underarter finns listade i Catalogue of Life.